# Чернов, Владимир Борисович
Влади́мир Бори́сович Черно́в (12 августа 1939, Илецкая Защита, Чкаловская область — 27 июля 2013, Москва) — советский и российский журналист, главный редактор различных журналов, включая «Огонёк».

## Биография
Родился 12 августа 1939 года в Соль-Илецке Чкаловской области (ныне Оренбургская область). Детство провёл в деревенском доме родителей матери на окраине Владимира.
C 1965 по 1967 год — литсотрудник, потом зав. отделом в газете «Московский комсомолец».
С 1967 по 1973 год — литсотрудник, потом зав. отделом в газете «Комсомольская правда».
С 1973 по 1987 год — редактор отдела в журнале «Молодой коммунист».
С 1987 по 1993 год — заведующий отделом искусств, член редколлегии журнала «Огонек» (при Коротиче).
С 1993 по 1995 год — Главный редактор созданного по его проекту журнала «ТВ-ревю»
С 1995 по 1997 год — главный редактор созданного по его проекту журнала «Семь дней». За год тираж увеличили от 18 тыс. до 1 млн. 400 тыс. и попали в книгу рекордов Гиннеса.
С 1997 по 1998 год — главный редактор созданного по его проекту журнала «Караван историй».
С 1998 по 2003 год — главный редактор журнала «Огонёк».
С 2005 по 2007 год — главный редактор созданного по его проекту, совместно с Е. Кузьменко, Б. Минаевым, журнала «Город женщин».
С 2007 по 2013 год — первый главный редактор созданного по его же проекту совместно с Е. Кузьменко и Б. Минаевым журнала «Story. Обыкновенные судьбы необыкновенных людей» (Forward Media Group). «Журнал Story был авторским проектом и олицетворением профессионального опыта и яркого жизненного пути Чернова», отмечалось после его смерти издательским домом Forward Media Group; журнал с периодичностью 12 номеров в год в 2013 году заявлял тираж 270 тысяч экземпляров.
Автор сценария полнометражного авторского фильма «Сердце Кремля» (снят английской компанией «Мозаик пикчерз»), получившего в 1992 году приз английской ассоциации критиков «Событие года».
Скоропостижно скончался от инфаркта миокарда 27 июля 2013 года. Похоронен на Ваганьковском кладбище.

## Награды и премии
- Орден Почёта (16 декабря 1999 года) — за заслуги в области печати и в связи со 100-летием со дня выхода первого номера журнала[13]
- Лауреат премии Ленинского комсомола
- Лауреат премии «Золотое перо России» и других журналистских премий СССР и РФ.

## Комментарии
1. ↑  Некоторые источники указывают 1938 год рождения, но по словам самого Чернова, к началу Великой Отечественной войны ему «было чуть меньше двух лет»[2].